# ویتشوچیم
ویتشوچیم (به آلمانی: Veitshöchheim) یک شهر در آلمان است که در بایرن واقع شده‌است.

## خصوصیات
ویتشوچیم ۱۰٫۷۶ کیلومترمربع مساحت دارد ۱۶۷-۲۸۱ متر بالاتر از سطح دریا واقع شده‌است.